# 酒井忠一 (歴史家)
酒井 忠一（さかい ただつね、1920年（大正9年） - 2010年（平成22年）7月22日）は、日本の歴史家。致道博物館第2代館長理事・顧問、鶴岡市文化保護審議会会長、山形県文化財保護協会副会長、左衛門尉酒井家分家当主。

## 略歴
- 1920年（大正9年） - 酒井忠悌の長男として山形県鶴岡市に生れる。
- 1938年（昭和13年） - 山形県立鶴岡中学校（現：山形県立鶴岡南高等学校）卒業。
- 1940年（昭和15年）9月10日 - 酒井忠良の大岩川村堂岩での釣りにお供する。この時、かかった二尺六寸二分の赤鯛に、海に引きずり込まれそうになる忠良の体を懸命に押さえる。
- 1987年（昭和62年）2月 - 犬塚又太郎の後を受けて致道博物館第2代館長に就任。
- 1988年（昭和63年）9月 - 最上郡真室川町にある庄内藩士の墓をお参りし、『名も知らぬ人の心に吾は泣く赤倉越の戦死者の墓前』の和歌を詠む。
- 1992年（平成4年）2月17日 - 同常任顧問に就任。
- 2010年（平成22年）
  - 7月22日 - 鶴岡市立荘内病院で老衰のため死去。90歳。
  - 7月27日 - 「メモリアルプラザ　アク・サン鶴岡」にて神式で葬儀が営まれた。

## 受賞歴
- 1980年（昭和55年） - 庄内文化賞
- 1988年（昭和63年） - 山形県教育功労者賞
- 1991年（平成3年）12月 - 地域文化功労者文部大臣表彰
- 2000年（平成12年） - 鶴岡市政功労者表彰

## 著作物
- 1963年（昭和38年） - 『山形県飽海郡遊佐町宮山坂火葬墳墓群』（「考古学雑誌」49巻3号に収録）
- 1966年（昭和41年） - 『明治の人類学者の書翰と奥羽人類学会』（「庄内考古」第1号に収録）
- 1966年（昭和41年） - 『鶴岡市岡山遺跡第三次調査概報』（「庄内考古」第2号に収録）
- 1967年（昭和42年） - 『羽黒町玉川遺跡出土の土版』（「庄内考古」第6号に収録）
- 1968年（昭和43年） - 『大川渡遺跡発掘調査概報』（「庄内考古」第7号に収録）
- 1968年（昭和43年） - 『鶴岡市岡山遺跡第4次発掘調査概報』（「庄内考古」第8号に収録）
- 1969年（昭和44年） - 『古代鼠ヶ関址調査報告 -調査の概況-』（「庄内考古」第9号に収録）
- 1971年（昭和46年） - 『飛島洞穴発掘調査報告 -調査の概要-』（「庄内考古」第10号に収録）
- 1972年（昭和47年） - 『鶴岡市三瀬地内積石塚二例』（「庄内考古」第11号に収録）
- 1973年（昭和48年） - 『山形県羽黒町玉川遺跡第4次発掘調査報告（1）』 羽黒町教育委員会（出版）
- 1973年（昭和48年） - 『越中山遺跡の研究・序説』 朝日村教育委員会（出版）
- 1975年（昭和50年） - 『岡山遺跡第5次発掘調査報告書』（「庄内考古」第12号に収録）
- 1975年（昭和50年） - 『余目町梵天塚遺跡発掘調査報告書』（「庄内考古」第12号に収録）
- 1976年（昭和51年） - 『越中山遺跡発掘調査報告（1）』 致道博物館（出版）

### 共編
- 1976年（昭和51年） - 『庄内人名辞典』 大瀬欽哉、酒井忠治、犬塚幹士（編）「庄内人名辞典刊行会」（発行）

### 関連書籍
- 1980年（昭和55年） - 『庄内考古 - 第17号　酒井忠一氏還暦記念特集 - 』

## 親族
- 祖父：酒井忠篤 - 出羽庄内藩11代藩主
- 伯父：酒井忠良 - 旧庄内藩主酒井家16代当主
- 伯父：酒井忠孝 - 実業家
- 父：酒井忠悌 - 致道博物館顧問
- 従兄弟：酒井忠明 - 旧庄内藩主酒井家17代当主
- 従兄弟：酒井忠治 - 書家

## 参考資料
- 『庄内人名辞典』 大瀬欽哉（代表編者） 致道博物館内「庄内人名辞典刊行会」（発行）